# منتجع دربندسر للتزلج
منتجع دربندسر الجليدي هو منتجع إيراني للتزلج، تم تشييده سنة 1982 للميلاد في قرية دربندسر بمنطقة رودبار قصران على بعد 60 كم شمال شرق مدينة طهران، كما ويُعتبَر أحد أكبر منتجعات التزلج في إيران. يبلغ ارتفاع أعلى قمة في منتجع دربندسر حوالي (3050) متر. ويستقبل عشاق التزلج  من اواسط نوفمبر إلى اواخر أبريل حيث يبقى التزلج ممكناً فيه لستة أشهر سنوياً.
- وعلى ارتفاع 3400 متراً، تُعتبَر دربندسر إحدى أعلى المدن في إيران، إلى جانب كونها من بين أكبر المدن الإيرانية وأكثرها تطوراً، نظراً لإدارتها من قبل استثمارات خاصة.

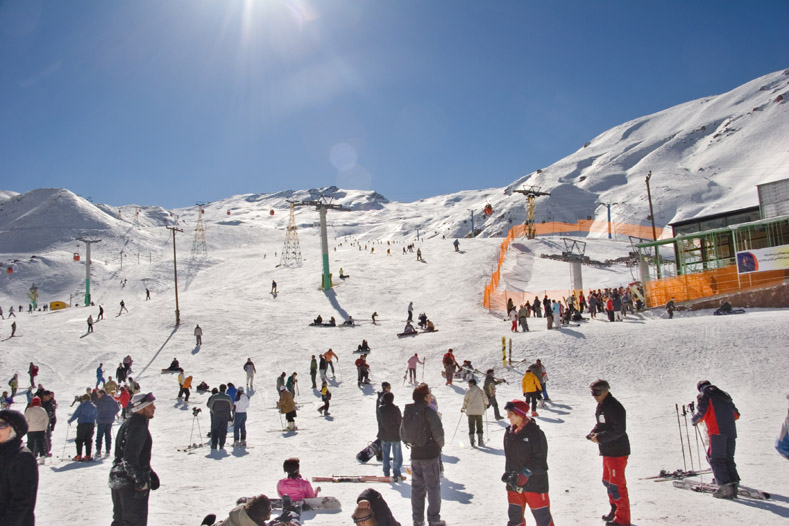
إحدى منتجعات التزلج في إيران، طهران

## الموقع
يقع منتجع دربنسر على مسافة 60 كم شمال شرق طهران. وتتوزع منتجعات التزلج على الجليد في إيران في مرتفعات سلسلة جبال زاغروس وأهم المنتجعات هي منتجع دربندسر ومنتجع ديزين الدولي، ومنتجع شمشك للتزلج، ومنتجع توجال، ومنتجع آب علي.

## إمكانات المنتجع
يوفر منتجع دربندسر لزائريه 3 مصاعد ومصعدين من نوع المطرقة (تلفريك) إضافةً إلى توفير الخدمات ومنها مدرسة لتعليم وتدريب التزلج وخطيَّ نقالة للمدربين وخطين عامين. مع توفير عدد من المطاعم لا سيما المطعم الخشبي المطل على مناظر طبيعية. ومنطقة دربندسر بفضل الطقس اللطيف والمناظر الطبيعية الفريدة في نوعها تُعتبَر عروس قصران ومن أجمل مصايف طهران.

## مكانته السياحية
يتدفق الآلاف من هواة هذه الرياضة الحيوية نحو مجمعات التزلج على الجليد مثل منتجع دربندسر الجليدي وتوجال وديزين واب عالي مع بدء موسم سقوط الثلوج على المرتفعات الجبلية شمال طهران والتي يبلغ ارتفاعها بين (3800) إلى (4600) متر عن سطح البحر والتي تضم عدة مضامير للتزلج السريع والقفز الحر.

## طالع ايضاً
- الاتحاد الإيراني للتزلج
- منتجع الوارس الدولي
- منتجع توجال
- منتجع شمشك الدولي
- منتجع تزلج
- التزلج على المنحدرات الثلجية